# Castel Rocchero
Castel Rocchero (Castel Roché en piemontès) és un municipi situat al territori de la província d'Asti, a la regió del Piemont (Itàlia).
Limita amb els municipis d'Acqui Terme, Alice Bel Colle, Castel Boglione, Castelletto Molina, Fontanile i Montabone.